# Cocoșatul de la Notre-Dame (film din 1923)
Cocoșatul de la Notre-Dame (The Hunchback of Notre Dame) este un film din 1923 produs de Carl Laemmle și regizat de Wallace Worsley bazat pe romanul Notre-Dame de Paris de Victor Hugo. În rolurile principale interpretează actorii Lon Chaney, Patsy Ruth Miller, Norman Kerry, Nigel de Brulier și Brandon Hurst.
A avut un buget estimat la 1.250.000$ și încasări de 3,5 milioane $.

## Distribuție
- Lon Chaney - Quasimodo[2]
- Patsy Ruth Miller - Esmeralda[2]
- Norman Kerry - Phoebus de Chateaupers[2]
- Kate Lester - Madame de Gondelaurier[2]
- Winifred Bryson - Fleur de Lys[2]
- Nigel De Brulier -  Dom Claude[3]
- Brandon Hurst - Jehan[2]
- Ernest Torrence - Clopin[2]
- Tully Marshall - Regele Ludovic al XI-lea[2]
- Harry von Meter - Monsieur Neufchatel[2]
- Raymond Hatton - Gringoire[2]
- Nick De Ruiz - Monsieur le Torteru[2]
- Eulalie Jensen - Marie[2]
- Roy Laidlaw - Charmolue[2]
- Ray Myers - Charmolue's assistant[2]
- William Parke - Josephus[2]
- Gladys Brockwell - Sister Gudule[2]
- John Cossar - Judge of the Court[2]
- Edwin Wallock - King's Chamberlain[2]
- Louise LaPlanche - a young Gypsy girl (extra)[4]